# Африканская православная церковь
О православии в Африке см. Православие в Африке
Африканская православная церковь (англ. African Orthodox Church) — малочисленная, преимущественно афроамериканская по составу прихожан конфессия, основанная в Соединенных Штатах в 1921 году. В ней насчитывается около 15 приходов и 5000 членов, что значительно ниже по сравнению с численностью в пиковый период существования.
АПЦ придерживается исторической тройственной иерархии епископов, священников и дьяконов и уделяет большое внимание апостольской преемственности. Церковь использует семь таинств римско-католической церкви. Богослужение — литургическое, восточного и западного обрядов. Принимаются Никейский, Апостольский и Афанасьевскский символы веры.
Название «православная» (orthodox) вызывает ложные ассоциации с церквями, в той или иной мере принадлежащими семейству поместных православных церквей, однако в действительности было принято, чтобы подчеркнуть претензии церкви на апостольское преемство. Фактически единственным отличием Африканской православной церкви от Епископальной (от которой она формально ответвилась) является расовый состав прихожан (в подавляющем большинстве чернокожих).

## История
Африканская православная церковь отделилась от епископальной церкви, чьи чернокожие члены захотели иметь собственную деноминацию. Епископальный ректор Джордж Александр Макгуайер был рукоположён в епископы 28 сентября 1921 г. архиепископом Джозефом Рене Вилатте, при содействии епископа Карла А. Ниблада, в Чикаго, штат Иллинойс.
Новая деноминация первоначально называлась Независимой Епископальной Церковью (Independent Episcopal Church), но на своём первом конклаве, или собрании палаты епископов (House of Bishops), 10 сентября 1924 года эта деноминация была официально организована как Африканская православная церковь. Епископ Макгуайр был единогласно избран архиепископом и возведён на престол с титулом «архиепископ Александр».
Макгуайр в течение нескольких лет служил капелланом Всемирной ассоциации улучшения негров (Universal Negro Improvement Association) и Лиги африканских общин (African Communities League), основанной и возглавляемой Маркусом Гарви. Когда в 1924 году Гарви решил перенести штаб-квартиру Universal Negro Improvement Association в Вест-Индию, Макгуайр покинул Universal Negro Improvement Association и начал посвящать себя развитию и расширению своей церкви. Вскоре была основана Эндичская духовная семинария (Endich Theological Seminary), а также орден диаконисс, и начал издаваться «Negro Churchman magazine» с Макгуайром в качестве его редактора.
Религиозные органы Бюро переписи населения США, издание 1926 года, впервые сообщили об одной деноминации, «которая в настоящее время имеет процветающую организацию конгрегаций», происходящую из Вилатте, которая «стремится к окончательному объединению с восточными православными церквями как расовая или национальная единица» и «не желает никакой ассоциации со старокатолическими церквями». Она имела свою епископскую кафедру в Нью-Йорке, но была зарегистрирована во Флориде. Она претендовала на 13 организаций, в которых насчитывалось 1508 членов, не имеющих церковного здания. Ни одна организация не сообщала о наличии дома священника. Число служителей, отождествлённых с данной церковью, составляло 30 человек. Другая деноминация, впервые сообщенная в издании 1926 года, названная африканской Православной Церковью Нью-Йорка (African Orthodox Church of New York), также имела свой епископский престол в Нью-Йорке и была зарегистрирована в Нью-Йорке. Она состояла в братстве «строго духовного общения» с Африканской православной церковью и отдельной организацией с «абсолютной независимостью». Он претендовал на три организации, с 717 членами с одним церковным зданием. Одна организация сообщала о доме священника. О количестве служителей, отождествлённых с церковью, не сообщалось.
Африканская православная церковь первоначально привлекала в основном англиканских иммигрантов из Вест-Индии. В 1925 году Макгуайр основал приход в Уэст-Палм-Бич, штат Флорида. Два года спустя он посвятил африканца Дэниела Уильяма Александера в сан епископа-предстоятеля провинции Южная Африка, а также Центральной и Южной Африки. В это время Макгуайр был избран Патриархом с титулом Александр I. Затем церковь распространилась на Уганду и Кению, который в то время были британскими колониями. Церковь в то время выросла примерно до 10 000 человек. Конгрегация также возникла в Нассау, Багамские острова. Однако наибольшую силу он проявил в Нью-Йорке, где 8 ноября 1931 года Макгуайр посвятил Собор Святого Креста (Holy Cross Pro-Cathedral) — дом, купленный Макгуайром на средства, полученные в результате залога его собственного дома.
В 1932 году епископ этой церкви отправился в Уганду и рукоположил там Рубена Спартуса Мукасу и одного из его сподвижников-священников Африканской православной церкви. Однако несколько лет спустя Мукаса и его последователи решили объединиться с Александрийской православной церковью. Мукаса отправился в Александрию и там был перерукоположен в сан священника (англиканские хиротонии не признавались), в то время как Африканская православная церковь потеряла свою связь с Угандой.
Макгуайр умер 10 ноября 1934 года. У него остались жена Ада Роберт Макгуайр, уроженка Антигуа, и дочь. На момент его смерти церковь насчитывала около 30 000 членов, около пятидесяти священнослужителей и тридцать церквей, расположенных в Соединённых Штатах, Африке, Канаде (например, Сент-Филипс, Уитни-Пирс, Новая Шотландия), на Кубе, Антигуа и Венесуэле.
Антиохийский Патриархат Сирии издал уведомление о раскольнических группах от 10 декабря 1938, где перечислял в числе церквей, «самозванно претендующих на апостольскую преемственность», Африканскую православную церковь.
Церковь Святого Джона Уильяма Колтрейна (джазового музыканта) в Сан-Франциско была основана в 1971 году и присоединилась к АПЦ в 1982 году.